# Tamași (okręg Ilfov)
Tamași – wieś w Rumunii, w okręgu Ilfov, w gminie Corbeanca. W 2011 roku liczyła 2031 mieszkańców.